# Meseret Hailu
Pour les articles homonymes, voir Hailu.
Meseret Hailu Debele (née le 12 septembre 1990) est une athlète éthiopienne, spécialiste des courses de fond.

## Biographie
En octobre 2012, à Kavarna, en Bulgarie, Meseret Hailu remporte la course individuelle des Championnats du monde de semi-marathon en devançant dans le temps de 1 h 8 min 55 s sa compatriote Feyse Tadese et la Kényane Paskalia Chepkorir Kipkoech, et s'adjuge par ailleurs le titre mondial par équipes aux côtés de ses coéquipières éthiopiennes. Le mois suivant, elle remporte le Marathon d'Amsterdam en établissant un nouveau record de l'épreuve en 2 h 21 min 9 s.

### Palmarès
| Date | Compétition                            | Lieu    | Résultat | Épreuve             |
| ---- | -------------------------------------- | ------- | -------- | ------------------- |
| 2012 | Championnats du monde de semi-marathon | Kavarna | 1re      | Course individuelle |
| 2012 | Championnats du monde de semi-marathon | Kavarna | 1re      | Par équipes         |
| 2013 | Marathon de Boston                     | Boston  | 2e       | Marathon            |

### Records
| Épreuve       | Performance    | Lieu           | Date            |
| ------------- | -------------- | -------------- | --------------- |
| Semi-marathon | 1 h 6 min 56 s | Ras el Khaïmah | 15 février 2013 |
| Marathon      | 2 h 21 min 9 s | Amsterdam      | 21 octobre 2012 |